# Byteń (przystanek kolejowy)
Byteń (biał. Быцень, ros. Бытень) – przystanek kolejowy położony w lasach ok. 8 km od miejscowości Byteń, w rejonie iwacewickim, w obwodzie brzeskim, na Białorusi. Leży na linii Moskwa - Mińsk - Brześć.